# Michael Caspar Lundorp
Michael Caspar Lundorp (né vers 1580 à Francfort-sur-le-Main, mort le 24 septembre 1629 dans la même ville) est un historiographe allemand.

## Biographie
Le fils de Caspar Lundorp fait ses premières études à l'école de sa ville natale. Il étudie sans doute à l'université de Marbourg et à l'université de Wittenberg, retourne à Francfort en 1604 et devient professeur du Gymnasium local l'année suivante. Cette année-là, il rencontre Melchior Goldast, avec qui il travaille sur une édition de Pétrone. Après avoir été relevé de son poste d'enseignant en 1607, il se rapproche du monde littéraire, où il développe pendant vingt ans une activité animée de journaliste, publiciste, philologue et historien. Son œuvre principale est les Acta publica, un recueil de documents de l'histoire contemporaine depuis le début de la guerre de Trente Ans.
Son ouvrage Bellum Sexennale-Civile-Germanicum. Sive Annales Et Commentarii Historici Nostri Temporis De Statu Relligionis Et Reipublicae libri 2, In quibus omnia ab initio exortorum Bohemo-Germanicorum tumultuum a.C.1617 usque ad annum 1622, publié en 1622, est mis à l’Index librorum prohibitorum par décret le 16 novembre 1623.